# 奴隶屋
《奴隶屋》（羅馬化：Ruean That）是一部根据Maker K Company的Yananthorn同名小说改编，由克里特·苏卡蒙固（Num）执导，塔纳朋·扎卢吉塔侬（Tee）及格兰妮·拉素冰帕索尔（Aheye）领衔主演的泰国时代恐怖电视剧。此剧原定于2023年播出，现推迟至2024年1月24日每周三至周四晚上8点30分在泰国第3电视台播出。

## 剧情简介
Phraya Thammanurak拥有的房子“奴隶屋”是众所周知的鬼屋。直到有一天，封印在屋子里的鬼魂被释放了。她为自己没有犯下的罪行而死，所以她怀恨在心。她要为自己和孩子报仇，而肇事者的真正邪恶形态也将被揭露。

## 演员阵容
以下部分内容整理自：
- 塔纳朋·扎卢吉塔侬 饰演 Kueakul（เกื้อกูล）
- 格兰妮·拉素冰帕索尔 饰演 Butsabong（บุษบง / บัว）
- 库恩缇拉·约昌 饰演 Saengjan（แสงจันทร์）
- จอมยุทธ์ เหล่าเจริญพรกุล 饰演 （สันติ）
- 贾里娅·安丰 饰演 Khae（คุณหญิงแข）
- 文塔瓦·史蓝蓬 饰演 Phon（คุณพ่อพร）
- 希拉普拉帕·苏克丹蓉 饰演 Klinlamduan（คุณหญิงโสภา）
- 兰实·西拉南侬 饰演 Phraya Thammanurak（พระยาธรรมานุรักษ์）
- 素帕芃·翁图伊彤 饰演 Mali（มะลิ）
- 希拉潘·瓦塔娜金达 饰演 Sroi（คุณสร้อย）

## 制作
演员于2022年3月进行试装。